# Једнослојан цилиндричан епител
Једнослојан цилиндричан епител (једнослојан високопризматични епител) граде истородне ћелије чија је висина битно већа од ширине а једра јајолика са дужом осом постављеном под правим углом у односу на подепителску ламину.
Ћелије на вршној површини могу имати:
1. микроресице које образују тзв. четкасту ивицу (посматране под светлосним микроскопом имају тај изглед);
2. трепље, образују трепљаст епител

Одређене епителне ћелије које су окренуте ка шупљинама органа које облажу су снабдевене трепљама на површини. Покретима трепљи се потискује слуз и разне честице изнад њих. Такве ћелије граде трепљаст епител који се налази у дисајним путевима, каналу средњег уха и полним одводима човека.
Једнослојни цилиндрични епители изграђени од истородних ћелија су јако ретки, док су они које граде ћелије различите по морфолошким и функционалним особинама много више заступљени и на први поглед попримају изглед вишеслојности те се називају лажно вишеслојни епители.